# Rue Albert-Einstein (Paris)
Pour les articles homonymes, voir Rue Albert-Einstein.
La rue Albert-Einstein est une voie du 13e arrondissement de Paris, en France.

## Situation et accès
La rue Albert-Einstein est une voie privée située dans le 13e arrondissement de Paris. Elle débute au 30, boulevard du Général-d'Armée-Jean-Simon et se termine rue Alice-Domon-et-Léonie-Duquet. Elle est desservie par la ligne de métro 14 à la station Bibliothèque François-Mitterrand, ainsi que par la ligne C du RER (gare de la Bibliothèque François-Mitterrand) et par la ligne de tramway T3a (station Avenue de France).

## Origine du nom

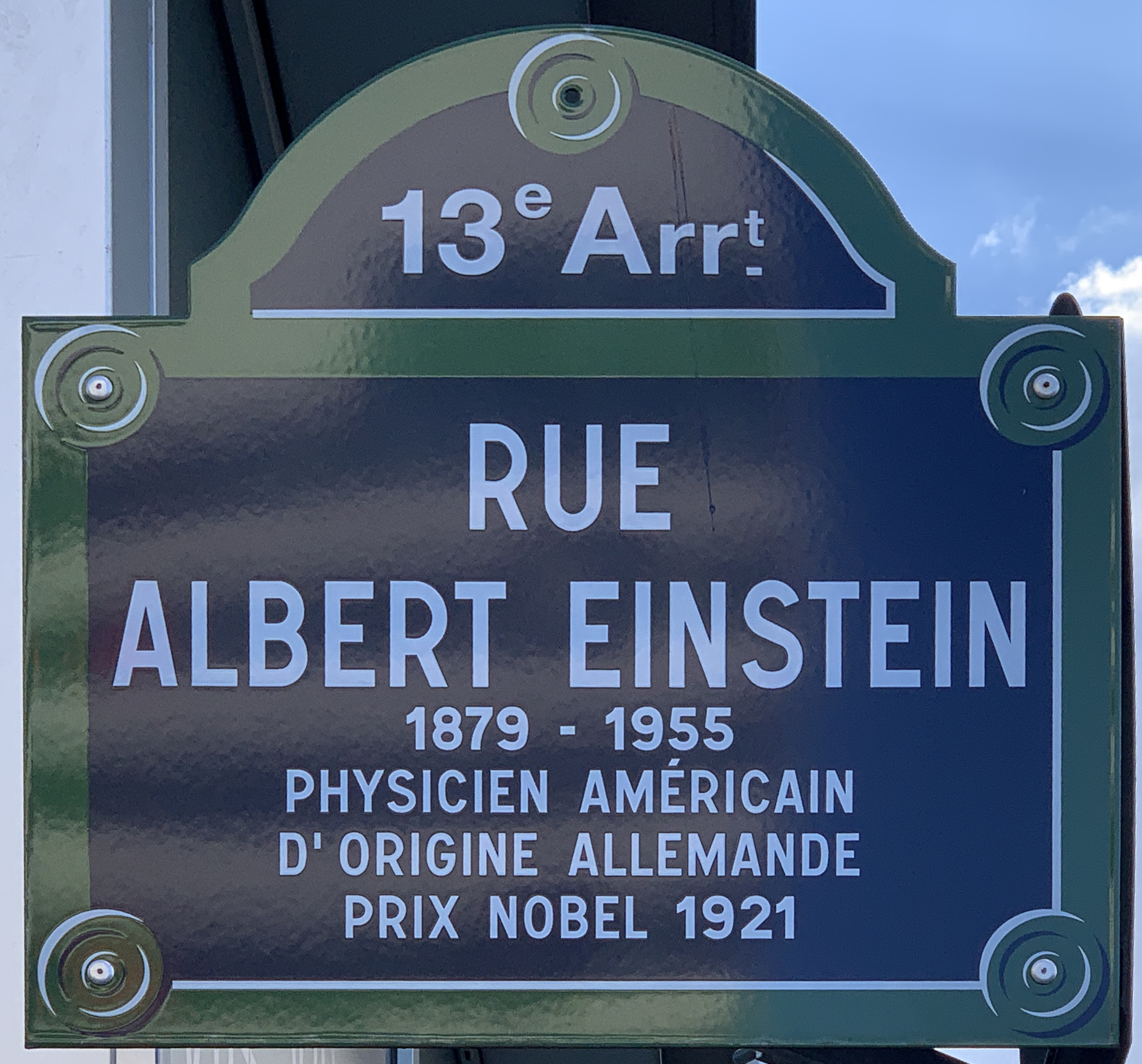
Plaque de la rue.

Elle porte le nom du physicien Albert Einstein (1879-1955).

## Historique
La voie est créée, en intégrant une partie de la rue de la Croix-Jarry, dans le cadre de l'aménagement de la ZAC Paris-Rive-Gauche, sous le nom provisoire de « voie BZ/13 », et prend sa dénomination actuelle le 16 août 2006.